# Мінов Леонід Григорович
Міно́в Леоні́д Григо́рович (нар. 23 квітня 1898 Двинськ — пом. січень 1978) — радянський військовий діяч, засновник повітряно-десантних військ Радянського Союзу, комбриг авіації, парашутист та планерист, майстер парашутного спорту СРСР (1934), майстер радянського планеризму (1934), заслужений працівник культури РРФСР (1970).

## Біографія
Учасник першої світової і Громадянської воєн.
В авіації з 1920. Один з тих, що розпочав радянський парашутизм і організаторів повітряно-десантної служби в СРСР.
У 1929—1933 служив в Управлінні ВПС РСЧА, в 1933—1940 — в Управлінні авіації Осоавіахима.
Комбриг Леонід Григорович Мінов фактично став першим військовим парашутистом в СРСР. У 1929 році у складі радянської торгової організації «Амторг» він виїхав до США, де повинен був ознайомитися зі станом парашутної справи в США та закупити для потреб ВПС Робітничо-Селянської Червоної Армії рятувальні парашути. Прибувши на завод компанії «Ірвін» (яка займалася виготовленням рятувальних парашутів і іншого авіаційного спорядження) в місто Баффало, штат Нью-Йорк, комбриг отримав запрошення особисто випробувати якість запропонованого йому товару.
Мінов, що приїхав до США як «фахівець з парашутів», просто не міг відмовитися. 13 червня 1929 року він зробив стрибок з парашутом з висоти 500 метрів. Всього за період відрядження він здійснив 3 стрибка. Після прибуття в СРСР він був призначений на посаду інструктора по парашутній підготовці, де почав готувати інструкторів з парашутної справи.
До літа 1930 року Мінов підготував у теоретичній частині 30 парашутистів з числа добровольців. Практичні парашутні стрибки намічено було провести на спеціальних зборах, які відкрилися на аеродромі поблизу міста Воронеж 26 липня 1930 року. Мінов особисто керував проведенням зборів. Перший показовий стрибок (фактично — перший навчально-тренувальний стрибок з парашутом в СРСР) Мінов зробив особисто. Слідом за ним стрибнув відомий льотчик Яків Давидович Мошковський.
У 1934 Л. Г. Мінов став першим майстром парашутного спорту СРСР, виконавши на той час 32 стрибка з парашутом. Йому було присвоєне звання «Майстра парашутного спорту СРСР».
У липні 1940 року по помилковому доносу був заарештований як «ворог народу» і засуджений на тривалий термін ув'язнення. На свободу вийшов лише за 15 років.
Автор багатьох розробок, у тому числі катапульти для запуску планерів, системи автостарту для зльоту планерів.

## Нагороди
- орден Леніна (4 травня 1935[1])

Нагороджений дипломом П.Тіссадье (FAI).